# Hrabstwo Calhoun (Missisipi)
Hrabstwo Calhoun (ang. Calhoun County) – hrabstwo w stanie Missisipi w Stanach Zjednoczonych. Obszar całkowity hrabstwa obejmuje powierzchnię 587,97 mil² (1522,84 km²). Według szacunków United States Census Bureau w roku 2009 miało 14 422 mieszkańców.
Hrabstwo powstało w 1852 roku.
Hrabstwo należy do nielicznych hrabstw w Stanach Zjednoczonych należących do tzw. dry county, czyli hrabstw gdzie decyzją lokalnych władz obowiązuje całkowita prohibicja.

## Miejscowości
- Bruce
- Calhoun City
- Derma
- Vardaman

## Wioski
- Big Creek
- Pittsboro
- Slate Springs[6].

| Populacja hrabstwa w poprzednich latach | Populacja hrabstwa w poprzednich latach |
| Rok                                     | Liczba ludności                         |
| --------------------------------------- | --------------------------------------- |
| 1980                                    | 15 652                                  |
| 1990                                    | 14 908                                  |
| 2000                                    | 15 069                                  |
| 2005                                    | 14 652                                  |